# (9902) Kirkpatrick
(9902) Kirkpatrick est un astéroïde de la ceinture principale.

## Description
(9902) Kirkpatrick est un astéroïde de la ceinture principale. Il fut découvert le 3 juillet 1997 à Prescott par Paul G. Comba. Il présente une orbite caractérisée par un demi-grand axe de 2,21 UA, une excentricité de 0,08 et une inclinaison de 5,3° par rapport à l'écliptique.
Cet astéroïde est nommé en l'honneur du claveciniste et musicologue américain Ralph Kirkpatrick (1911-1984).

## Compléments